# Guido I Torelli

Stemma Torelli

Guido I Torelli (Mantova, ... – Milano, post 1358) è stato un politico e condottiero italiano.

## Biografia
Guido era figlio di Torello Torelli, di Alberto detto "Botacino", e della nobile Isabella Del Carretto di Savona.
Protetto dai Gonzaga come il padre, dai signori di Mantova Guiso si staccò nel 1357. Il motivo forse fu la concessione di molte terre sottratte ai ghibellini Torelli e date dall'imperatore Carlo IV di Lussemburgo ai Gonzaga. Al tempo della guerra scatenata da Bernabò Visconti ai Gonzaga, Guido Torelli si pose dalla parte dei milanesi e assistette in armi il condottiero Luchino Dal Verme nell'irrompere nel Serraglio mantovano nel novembre 1357. Benché sconfitti, i milanesi furono chiamati alla pace dall'imperatore nel 1358. Dopo quella data Guido soggiornò a Milano e non si ebbero di lui più notizie.

## Discendenza
Guido sposò Eleonora Gonzaga, figlia naturale di Filippino Gonzaga dei signori di Mantova ed ebbero quattro figli:
- Nicola
- Guido
- Guglielmo
- Marsiglio (?-1411), podestà di Bologna, sposò Elena D'Arco (?-1419), figlia di Niccolò

## Ascendenza
|                            |                       |                      | Genitori              |  |  | Nonni |  |  | Bisnonni                |  |  | Trisnonni       |  |
|                            |                       |                      |                       |  |  |       |  |  | Salinguerra III Torelli |  |  | Giacomo Torelli |  |
|                            |                       |                      |                       |  |  |       |  |  | Salinguerra III Torelli |  |  | Giacomo Torelli |  |
|                            |                       | Maria Morosini       |                       |  |  |       |  |  | Salinguerra III Torelli |  |  |                 |  |
| Alberto "Botacino" Torelli |                       |                      |                       |  |  |       |  |  | Salinguerra III Torelli |  |  |                 |  |
|                            |                       | Giovanna Pallavicino | Oberto II Pallavicino |  |  |       |  |  |                         |  |  |                 |  |
|                            |                       | Giovanna Pallavicino | Oberto II Pallavicino |  |  |       |  |  |                         |  |  |                 |  |
|                            |                       | Giovanna Pallavicino | …                     |  |  |       |  |  |                         |  |  |                 |  |
| Torello Torelli            |                       | Giovanna Pallavicino |                       |  |  |       |  |  |                         |  |  |                 |  |
|                            |                       | Moroello Malaspina   | Manfredi Malaspina    |  |  |       |  |  |                         |  |  |                 |  |
|                            |                       | Moroello Malaspina   | Manfredi Malaspina    |  |  |       |  |  |                         |  |  |                 |  |
|                            |                       | Moroello Malaspina   | Beatrice              |  |  |       |  |  |                         |  |  |                 |  |
| Beatrice Malaspina         |                       | Moroello Malaspina   |                       |  |  |       |  |  |                         |  |  |                 |  |
|                            |                       | Alagia Fieschi       | Nicolò Fieschi        |  |  |       |  |  |                         |  |  |                 |  |
|                            |                       | Alagia Fieschi       | Nicolò Fieschi        |  |  |       |  |  |                         |  |  |                 |  |
|                            |                       | Alagia Fieschi       | Leonora               |  |  |       |  |  |                         |  |  |                 |  |
| Guido I Torelli            |                       | Alagia Fieschi       |                       |  |  |       |  |  |                         |  |  |                 |  |
|                            | Manfredo del Carretto | …                    |                       |  |  |       |  |  |                         |  |  |                 |  |
|                            | Manfredo del Carretto | …                    |                       |  |  |       |  |  |                         |  |  |                 |  |
|                            | Manfredo del Carretto | …                    |                       |  |  |       |  |  |                         |  |  |                 |  |
| Alberto del Carretto       | Manfredo del Carretto |                      |                       |  |  |       |  |  |                         |  |  |                 |  |
|                            |                       | …                    | …                     |  |  |       |  |  |                         |  |  |                 |  |
|                            |                       | …                    | …                     |  |  |       |  |  |                         |  |  |                 |  |
|                            |                       | …                    | …                     |  |  |       |  |  |                         |  |  |                 |  |
| Isabella del Carretto      |                       | …                    |                       |  |  |       |  |  |                         |  |  |                 |  |
|                            |                       | Tedisio III Fieschi  | …                     |  |  |       |  |  |                         |  |  |                 |  |
|                            |                       | Tedisio III Fieschi  | …                     |  |  |       |  |  |                         |  |  |                 |  |
|                            |                       | Tedisio III Fieschi  | …                     |  |  |       |  |  |                         |  |  |                 |  |
| Tiburgia Fieschi           |                       | Tedisio III Fieschi  |                       |  |  |       |  |  |                         |  |  |                 |  |
|                            |                       | Simona Camilla       | …                     |  |  |       |  |  |                         |  |  |                 |  |
|                            |                       | Simona Camilla       | …                     |  |  |       |  |  |                         |  |  |                 |  |
|                            |                       | Simona Camilla       | …                     |  |  |       |  |  |                         |  |  |                 |  |
|                            |                       | Simona Camilla       |                       |  |  |       |  |  |                         |  |  |                 |  |